# Jan Faltýnek
Jan Faltýnek (4 juli 1974) is een Tsjechisch voormalig professioneel wielrenner en veldrijder. Hij reed onder andere drie seizoenen voor PSK Whirlpool.
Faltýnek begon als veldrijder en werd in 1992 derde op het wereldkampioenschap voor junioren en in 2000 vijfde in de Schulteiss-Cup.
In 2001 werd hij tweede op het Tsjechisch kampioenschap voor Elite. Zijn eerste professionele overwinning op de weg behaalde hij in 2004 toen hij de tweede etappe van de Friedens und Freundschaftstour won. Later dat jaar won hij ook twee criteriums. In 2005 won hij de eerste etappe van de Ronde van Masovia. Een jaar later won hij een etappe in de Istrian Spring Trophy en eindigde hij als tweede in het eindklassement en presteerde hij goed in de Ronde van Slowakije. In 2007 werd hij nog tweede op het Tsjechisch kampioenschap tijdrijden, waarna zijn professionele carrière eindigde.

## Overwinningen
1998
- 2e etappe Ytong Bohemia Tour

2004
- 2e etappe Friedens und Freundschaftstour
- criterium van Horice
- Criterium van Hradec Kralove

2005
- 1e etappe Ronde van Masovia

2006
- 1e etappe Istrian Spring Trophy
- Criterium van Hradec Kralove
- Criterium van Příbram

## Grote rondes
Geen